# Mercy in You
 «Mercy in You»  - четверта пісня британської групи Depeche Mode, отриманий з альбому Songs of Faith and Devotion. Вийшов 22 березня 1993 року. В цьому треку для синтезатори, перкусія, бас-гітара і вокал.